# 카를 마르크스의 수학 원고
〈카를 마르크스의 수학 원고〉(Mathematical manuscripts of Karl Marx)는 카를 마르크스가 1873년 ~ 1883년 동안 미적분학의 토대를 이해하려고 시도한 것들로서, 1968년 소프야 야놉스카야가 러시아어판을 출간했고, 1983년 영어판이 출간되었다.
수학에 대한 마르크스의 저술은 미분적분학 발전에 그 어떤 영향도 미치지 못했으며, 마르크스는 코시, 바이어슈트라스 등의 당대의 유럽 대륙 수학자들에 의해 발전된 엄밀한 미적분학 개념에 무지했다. 일부 학자는 어떤 면에서 마르크스가 20세기 후반의 수학적 발전을 일부 예상했을 수 있음을 주장하기도 하지만, 이 역시 수학 발전사에 어떤 영향을 미치지는 못했다. 역사학자 조셉 다우벤(영어: Joseph Dauben)은 마르크스의 수학 원고가 중국 수학자들이 비표준 해석학에 관심을 가지게 되는 데 영향을 끼쳤을 수 있다고 추측했다.